# Hauge Strait
Die Hauge Strait ist eine 5 km breite Meerenge vor der Südküste Südgeorgiens. Sie liegt zwischen Kap Darnley und dem nordöstlichen Ende des Hauge Reef. 
Der South Georgia Survey nahm zwischen 1951 und 1952 Vermessungen und die Benennung in Anlehnung an das Hauge Reef vor. Dessen Namensgeber ist der norwegische Robbenfängerkapitän Ole Hauge (1898–1978), der in dieser Zeit dem South Georgia Survey bei seinen Arbeiten behilflich war.